# 칠레 연합
칠레 연합(스페인어: Alianza por Chile)는 칠레의 중도우파와 우익을 포괄하는 정당 연합이었다. 칠레 연합은 독립민주연합과 국민혁신이 주도했다.

## 역사
칠레 연합은 1989년 우익 정당들의 정치적 연합으로 결성되었으며, 2000년 칠레 연합으로 개명될 때까지 다음과 같은 이름을 사용했다.
- 민주주의와 개발 (1989년 ~ 1992년)
- 참여와 개발 (1992년 ~ 1993년)
- 개발을 위한 단결 (1993년 ~ 1996년)
- 칠레를 위한 단결 (1996년 ~ 2000년)

2015년 칠레 연합은 칠레 바모스에 합병되어 사라졌다.

## 현재 소속 정당
- 독립민주연합
- 국민혁신

## 같이 보기
- 칠레의 정당
- 중도우파 연합
- 자유국민연립